# Миллер, Евгений Карлович
Евге́ний-Лю́двиг Ка́рлович Ми́ллер (25 сентября (7 октября) 1867, Динабург, Витебская губерния — 11 мая 1939, Москва) — русский военачальник, генерал-лейтенант (1915); руководитель Белого движения на севере России в 1919—1920 годах, главнокомандующий всеми сухопутными, морскими вооружёнными силами России (Северная армия), действовавшими против советской власти на Северном фронте.

## Биография
Происходил из дворянского рода Миллеров, имевшего немецкие корни. В зрелые годы так вспоминал о своём воспитании: 
В доме моих родителей с детских лет я был воспитан как верующий христианин, в правилах уважения к человеческой личности — безразлично, был ли человек в социальном отношении выше или ниже; чувство справедливости во взаимоотношениях с людьми, явное понимание различия между добром и злом, искренностью и обманом, правдой и ложью, человеколюбием и звериной жестокостью — вот те основы, которые внушались мне с детства.

### Образование и военная служба
Окончил Николаевский кадетский корпус (1884) и Николаевское кавалерийское училище (1886), откуда выпущен был корнетом в лейб-гвардии Гусарский Его Величества полк. Неся службу в указанном полку, был лично знаком с Николаем II, с которым был практически ровесником. Этот эпизод лёг в основание позднейших слухов о том, что быстрое продвижение Миллера по службе связано с высочайшей протекцией, однако его качества как командира и администратора были достаточно высоко оценены, чтобы слух в полной мере соответствовал правде.
В 1892 году окончил Николаевскую академию Генерального штаба. В 1893 году был назначен начальником строевого отдела штаба Карсской крепости, но уже в марте 1893 года переведён в запас. С июля 1896 года состоял в распоряжении начальника Главного штаба, с декабря 1897 года состоял при Главном штабе. С февраля 1898 года — военный агент в Брюсселе и Гааге, участвовал в подготовке 1-й конференции в Гааге, с августа 1901 года — военный агент в Италии. С 1901 года — полковник. С декабря 1907 года — командир 7-го гусарского Белорусского полка, с августа 1909 года — 2-й обер-квартирмейстер Главного управления Генерального штаба; в его ведении находились все русские военные атташе в странах Европы. С 6 декабря 1909 года — генерал-майор. С мая 1910 года — начальник Николаевского кавалерийского училища. С октября 1912 года — начальник штаба Московского военного округа.

### Первая мировая война
С июля 1914 года — начальник штаба 5-й армии, управление которой было создано на базе командования Московским военным округом. Принимал участие в Галицийской битве, отражении наступления немцев на Варшаву, Лодзинской операции. С 1915 — генерал-лейтенант. В январе 1915 сформировал штаб 12-й армии Западного фронта и с этой армией в должности начальника её штаба принимал участие в дальнейших военных действиях (Праснышская операция). В мае 1915 управление армии переброшено на Риго-Шавельское направление с базами — Рига и Двинск. Вскоре управление переименовано в 5-ю армию (второго формирования). С июня 1915 Миллер вновь начальник штаба 5-й армии.
С сентября 1916 фактически командовал 26-м армейским корпусом в составе Особой армии, действовавшей в Румынии. Официально назначен командиром корпуса 28 декабря 1916. В январе 1917 частями корпуса под командованием Миллера было проведено наступление, увенчавшееся полным успехом — занятием укреплённой позиции в Карпатах, взятием большого числа пленных, пушек и пулемётов.
После Февральской революции принёс присягу Временному правительству и позже утверждал, что если бы хотел «заниматься контрреволюционной деятельностью», то у него «хватило бы мужества не принимать присяги». Исполняя приказ командующего фронтом, 7 апреле 1917 попытался убедить прибывшие пополнения снять красные банты и вынести из строя красный флаг. Не являясь принципиальным противником революции, Миллер требовал соблюдения дисциплины и субординации в действующей армии. В ответ последовал бунт маршевых рот. Солдаты сорвали с Миллера шапку, погоны, избили и прогнали генерала под побои и ругань по улицам заштатного румынского города. После этого — арестован теми же солдатами, просидел на гауптвахте этапного коменданта четверо суток, затем под конвоем отправлен в Петроград. Данный эпизод вкупе с фактом несения службы с Николаем II в лейб-гвардейском полку дал повод для позднейших слухов, будто генерал является противником революции, реакционером и «приятелем Николки». После произведённого расследования, не обнаружившего состава преступления, был отчислен в запас. С августа 1917 состоял в распоряжении начальника Генерального штаба, являясь представителем Ставки Верховного главнокомандующего при Итальянской главной квартире, куда он и отбывает.

### Белое движение
После прихода к власти большевиков отказался поддерживать отношения с Главным управлением Генерального штаба и Ставкой. За это Миллер был заочно предан суду революционного трибунала. После заключения Советской Россией Брест-Литовского мира Миллер покинул Италию. Занимался в Париже вопросами расформирования и переброски в Россию частей русских бригад во Франции и Македонии.
Антибольшевизм сближал его со сторонниками Союза возрождения России и региональными северными кругами, однако в целом его политические взгляды были противоречивы. Как почти все лидеры белого движения, сочувствовал идее конституционной монархии — при этом соглашался, что белые армии не должны открыто выступать под монархическим флагом, а будущее страны должен определять сам русский народ — и в то же время глубоко не доверял способности народа определять свою судьбу. С одной стороны искренне верил в глубинный крестьянский патриотизм и именно с «пробуждением» крестьянства связывал надежды на победу над большевиками — с другой опыт революции обуславливал снисходительное, порой презрительное отношение к народу. О взбунтовавшихся солдатах писал: «… у меня нет к ним ни чувства злобы, ни чувства мести; жалкий серый люд, который можно подбить на что угодно». Представление о том, что крестьяне серы и глупы, а потому увлекаются несбыточными идеями, оттолкнуло его от попыток политической борьбы с большевизмом. По Миллеру, единственный рецепт был — силами армии распространить власть белого движения на как можно большую территорию и силой пресечь влияние большевиков на население.
Настолько же непоследовательными были его отношения к потенциальным союзникам в борьбе против большевиков. С одной стороны, он стремился обеспечить белому движению самую широкую поддержку и обращался за помощью к странам Антанты. С другой — в силу имперского мировоззрения подозрительно относился к присутствию иностранных армий на территории России. Наконец, не желал заручиться помощью национальных окраин в обмен на признание независимости и территориальные уступки.
В октябре и начале ноября посол в Париже В. А. Маклаков получил телеграммы из Архангельска от французского посла Нуланса и итальянского посла делла Торрета с просьбой, чтобы Миллер выехал в Архангельск. Затем в ноябре 1918 года Миллер получил телеграмму непосредственно от антибольшевистского правительства Северной области с приглашением занять пост генерал-губернатора Северной области.
По пути в Архангельск в Лондоне Миллер встретился с начальником британского генерального штаба Генри Уилсоном, который указал Миллеру, что высадка союзников в Архангельске была вызвана войной с немцами и с заключением перемирия с Германией, ни о каких активных операциях британских войск против большевиков не могло быть и речи.
На пароходе «Утмали» Миллер прибыл в Мурманск. 1 января 1919 года на ледоколе «Канада» прибыл в Архангельск, где был назначен управляющим иностранными делами правительства, а 15 января того же года — генерал-губернатором Северной области. С мая 1919 года одновременно главнокомандующий войсками Северной области — Северной армии, с июня — главнокомандующий Северным фронтом.
В сентябре 1919 года одновременно принял пост Главного начальника Северного края, возглавив 20-тысячную армию.
Опирался на поддержку незначительного британского военного контингента, который вёл боевые действия против частей Красной армии, но осенью 1919 года правительство Ллойд-Джорджа отказалось поддерживать силы, ведущие борьбу с большевиками. Одновременно прекратилась поставки боеприпасов и вооружения из Великобритании, что поставило армию Миллера в критическое положение, поскольку на контролируемой ею территории не было никаких военных заводов, и брать оружие было неоткуда. 19 октября 1919 года Колчак упразднил временное правительство Северной области и назначил Е. К. Миллера начальником края с диктаторскими полномочиями.
Тем не менее, после ухода англичан Миллер продолжил борьбу против большевиков, но уже 19 февраля 1920 года был вынужден эмигрировать. Вместе с генералом Миллером Россию покинули более 800 военнослужащих и гражданских беженцев, размещённых на ледокольном пароходе «Козьма Минин» и яхте «Ярославна». Несмотря на препятствия в виде ледовых полей и пущенного вдогонку красными ледокола «Канада», белым морякам удалось довести свой отряд до порта Тромсё в Норвегии, куда они прибыли 26 февраля 1920 года.

### В эмиграции
После пребывания в лагере для беженцев Стиордален близ Тронхейма (Норвегия) с марта по июнь 1920 года, генерал Миллер жил в эмиграции во Франции. С мая 1920 года — главный уполномоченный по военным и морским делам генерала П. Н. Врангеля в Париже. С апреля 1922 года — начальник штаба генерала Врангеля, с июня 1923 года состоял в распоряжении великого князя Николая Николаевича (с ноября 1923 года также заведовал его денежными средствами), с 1925 года старший помощник председателя Русского обще-воинского союза (РОВС). После похищения советской разведкой генерала А. П. Кутепова в 1930 году Миллер стал председателем РОВСа. Являлся также председателем Объединения офицеров 7-го гусарского полка, Общества взаимопомощи бывших воспитанников Николаевского кавалерийского училища, Общества северян.

В своей статье «Почему мы непримиримы» изложил мотивы своего решительного и бескомпромиссного неприятия большевистской власти: 
Православная вера, родина, семья — вот те три устоя, на которых русский народ строил свою жизнь, своё государство. И им советская власть, олицетворенная коммунистами, объявила беспощадную войну. В моей душе сейчас живут три чувства — безграничная ненависть к большевикам, правящим Россией, надежда, что мне придется участвовать в свержении их власти и вера в грядущее возрождение России.
Сохранился циркуляр № 360 от 16 апреля 1931 года Миллера и начальника канцелярии РОВС Николая Стогова об организации офицерских школ усовершенствования военных знаний для подготовки кадров, способных заниматься организацией повстанческих групп на территории СССР.

### Похищение генерала Миллера
22 сентября 1937 года похищен и вывезен агентами НКВД из Парижа в Москву. Целью операции было продвижение на пост председателя РОВС агента НКВД генерала Н. В. Скоблина, который принял активное участие в организации похищения, заманив Миллера на встречу с сотрудниками НКВД, действовавшими под видом немецких дипломатов. Помощь в похищении генерала Е. К. Миллера оказал агент НКВД С. Н. Третьяков. Отправляясь на встречу и чувствуя опасность, Миллер оставил записку сотрудникам с указанием, к кому он отправился вместе со Скоблиным: 
У меня сегодня в 12.30 часов дня свидание с генералом Скоблиным на углу улиц Жасмэн и Раффэ. Он должен отвезти меня на свидание с германским офицером, военным атташе при лимитрофных государствах, Штроманом и с Вернером, прикомандированным к здешнему германскому посольству. Оба хорошо говорят по-русски. Свидание устраивается по инициативе Скоблина. Возможно, это ловушка, а потому на всякий случай оставляю эту записку.
— 22 сентября 1937 г. генерал-лейтенант Миллер.
Таким образом, планы НКВД по продвижению своего агента на пост главы крупнейшей эмигрантской военной организации оказались сорваны, а сам Скоблин был вынужден бежать.

Редактор эмигрантского издания «Часовой» В. В. Орехов так писал о Миллере: 
Свою честность, безупречную и жертвенную, он сохранил до последнего дня своей жизни. Ясно, что предатель просил Евгения Карловича дать слово о сохранении «свидания» в секрете, негодяй знал, что слово генерала Миллера свято. И оказался прав. Генерал Миллер своё последнее честное слово сдержал, но какой ценой!.. Но он оказал и последнюю великую услугу нашему общему делу. По воле Божьей, по чудесному наитию он оставил записку «на случай»… Эта записка открыла убийцу, который без этого, вероятно, добил бы Обще-Воинский Союз в ближайшее же время страшнейшей провокацией.
Исчезновение Миллера в статье первого издания Большой советской энциклопедии описано следующим образом: «Похищение Миллера было организовано по заданию германских фашистов, считавших его недостаточно послушным своим агентом».

### Тюремное заключение и гибель
Миллер был доставлен в СССР на теплоходе «Мария Ульянова» и заключён в тюрьму НКВД на Лубянке, где содержался под именем Петра Васильевича Иванова. На допросах не сообщил никакой информации, способной причинить вред деятельности РОВС. 30 марта 1938 года генерал обратился к наркому внутренних дел Н. И. Ежову с просьбой разрешить ему инкогнито посетить православный храм, пояснив, что он вряд ли при этом будет узнан: «Я могу перевязать лицо повязкой, да и вообще мой современный облик штатского старика мало напоминает моложавого 47-летнего генерала, каким я уехал из Москвы в 1914 году». Ответа на эту просьбу не последовало, и 16 апреля Миллер обратился к Ежову с новым письмом, в котором просил передать ему Евангелие и «Историю церкви» (или «Жития святых»), а также разрешить пользоваться бумагой и пером. Реакции властей на эти просьбы также не последовало.
Был приговорён Военной коллегией Верховного Суда СССР к высшей мере наказания и расстрелян в подвале внутренней тюрьмы НКВД 11 мая 1939 года.

## Брак и дети
В ноябре 1896 года обвенчался с Натальей Николаевной Шиповой (1870—1945), дочерью генерала от кавалерии Николая Николаевича Шипова и Софии Петровны Ланской. Имя своё она получила в честь бабушки Натальи Николаевны Пушкиной-Ланской. Александра Арапова писала брату Григорию Пушкину:

На третий день после нашего приезда Тата Шипова была помолвлена за Миллера, бывшего гусара, а теперь в Генеральном штабе служит, и так как эта канитель тянулась … 8 лет, то родители её не желали из-за недостатка средств, то раз согласившись… обвенчали через 3 недели, 11-го числа
В браке родились:
- Мария Евгеньевна (1897—1982) — общественный и церковный деятель, супруга протопресвитера Александра Ивановича Чекана (1893—1982). Принимала активное участие в работе Русского студенческого христианского движения (РСХД).Окончила курсы псаломщиков и активно помогала мужу в его служении в Бийянкурском православном приходе (Православный храм святителя Николая Чудотворца в Булонь-Бьянкуре), затем в сестричестве Александро-Невского собора.  Похоронена на кладбище Сент-Женевьев-де-Буа под Парижем. 
  - Их дети: Иоанн Александрович Чекан (род. 1933), окончил Свято-Сергиевский богословский институт, преподавал в Институте восточных языков. В 1960-1970 гг. — один из главных руководителей Организации российских юных разведчиков (ОРЮР) и Наталья Александровна Чекан (в замужестве Короткова; 1938—2019), учительница.
- Софья Евгеньевна (1898—1946).
- Николай Евгеньевич (1900—1946).

## Награды
- Медаль «В память царствования императора Александра III» (23.03.1896)
- Орден Святого Станислава 3-й степени (1898)
- Орден Святой Анны 3-й степени (ВП 06.12.1904 года)
- Орден Святого Станислава 2-й степени (1906)
- Орден Святого Владимира 3-й степени (ВП 06.12.1912)
- Медаль «В память 300-летия царствования дома Романовых» (21.02.1913)
- Медаль «В память 100-летия Отечественной войны 1812 года» (ВП 26.08.1912)
- Орден Святого Станислава 1-й степени (ВП 15.01.1915)
- Орден Святой Анны 1-й степени (ВП 29.03.1915)
- Медаль «За труды по отличному выполнению всеобщей мобилизации 1914 года» (ВП 16.06.1916)
- Орден Святого Владимира 2-й степени (ВП 16.07.1916)
- мечи к ордену Святого Владимира 2-й степени (ВП 16.09.1916)

Иностранные:
- Командорский крест Бельгийского ордена Леопольда (12.04.1902)
- Командорский крест Оранско-Нассауского ордена (12.04.1902)
- Командорский крест Люксембургского ордена Дубовой короны (12.04.1902)
- Большой крест ордена Короны Италии (29.12.1903)
- бухарский Орден Золотой Звезды 1-й ст. (ВП 26.08.1912)

## В литературе и кино
- История похищения Миллера частично воспроизведена в фильмах «Тройной агент» Эрика Ромера и «Очарование зла» Михаила Козакова. Роль генерала сыграли Дмитрий Рафальский и Виктор Тульчинский соответственно.
- Романы «Ложь» П. Н. Краснова и «Северный Крест» Валерия Поволяева.
- Генерал Евгений Миллер (в период командования Северной армией) является одним из героев исторического романа Валентина Пикуля «Из тупика».
- Генерал Миллер — одно из действующих лиц в произведении братьев Вайнеров «Карский рейд».